# Frode Johnsen
Frode Johnsen (* 17. März 1974 in Skien) ist ein ehemaliger norwegischer Fußballnationalspieler.

## Karriere

### Vereine
Johnsen begann seine Vereinskarriere in seiner Heimatstadt bei der Jugend Odds BK. Dort stieg der Stürmer in der Saison 1993/94 in die erste Mannschaft auf, kam aber erst am 1. Spieltag der Saison 1999 beim 2:1-Auswärtssieg gegen Viking Stavanger zu seinem ersten Einsatz. In diesem Spiel erzielte er auch seinen ersten Treffer als Profi. 2000 wechselte er zu Rosenborg Trondheim und trug mit seinen 9 Treffern in seiner ersten Saison maßgeblich zum Gewinn der norwegischen Meisterschaft bei. Bei seinem Debüt in der UEFA Champions League am 13. September 2000 beim 3:1-Sieg gegen Paris Saint-Germain traf er ebenfalls. Nachdem Johnsen mit Trondheim in jeder Spielzeit außer 2005 Meister und 2001 und 2004 auch Torschützenkönig geworden war, wechselte er 2006 zu Nagoya Grampus nach Japan. Nach einem weiteren Engagement in Japan kehrte er 2011 zu seinem Heimatverein Odds BK zurück. Dort wurde er in der Saison 2013 im Alter von 39 Jahren mit 16 Treffern nochmals Torschützenkönig der Tippeligaen. Mit dem Ende der Saison 2015 beendete Johnsen seine aktive Karriere.

### Nationalmannschaft
Johnsen debütierte für die norwegische Fußballnationalmannschaft am 16. August 2000, als er bei der 3:1-Niederlage gegen Finnland in der 71. Spielminute für Steffen Iversen eingewechselt wurde. Seine ersten beiden Treffer im Nationaltrikot erzielte er beim 3:2-Erfolg im Freundschaftsspiel gegen Südkorea. Im Oktober 2013 kehrte Johnsen nach mehr als sechsjähriger Nichtberücksichtigung im Alter von 39 Jahren für zwei Spiele in den Kreis der Nationalmannschaft zurück und absolvierte am 15. Oktober 2013 beim 1:1-Unentschieden im WM-Qualifikationsspiel gegen Island sein letztes Länderspiel. Ihm gelang es nicht, sich mit Norwegen für ein größeres Turnier zu qualifizieren.

## Erfolge und Auszeichnungen
- Norwegischer Fußballmeister mit Rosenborg Trondheim: 2000, 2001, 2002, 2003, 2004, 2006
- Norwegischer Pokalsieger mit Rosenborg Trondheim: 2003
- Torschützenkönig der norwegischen Tippeligaen: 2001, 2004, 2013
- Kniksen-Ehrenpreis 2015